# Walter Smith
Walter Ferguson Smith (Lanark, 24 de fevereiro de 1948 – 26 de outubro de 2021) foi um treinador e futebolista escocês que atuou como zagueiro.

## Carreira
Em duas passagens no comando do tradicional Rangers, conquistou dez títulos da Scottish Premiership (Campeonato Escocês), cinco Copas da Escócia e seis Copas da Liga Escocesa.

## Morte
Smith morreu no dia 26 de outubro de 2021, aos 73 anos. O Rangers divulgou um comunicado oficial lamentando a morte do ídolo.

## Títulos
Seleção Escocesa Sub-18
- Eurocopa Sub-18: 1982

Rangers
- Campeonato Escocês: 1990–91, 1991–92, 1992–93, 1993–94, 1994–95, 1995–96, 1996–97, 2008–09, 2009–10 e 2010–11
- Copa da Escócia: 1991–92, 1992–93, 1995–96, 2007–08 e 2008–09
- Copa da Liga Escocesa: 1992–93, 1993–94, 1996–97, 2007–08, 2009–10 e 2010–11

Seleção Escocesa
- Copa Kirin: 2006